# نخر السمادعة (حجر الصيعر)

تعديل مصدري - تعديل

نخر السمادعة هي إحدى قرى عزلة حجر الصيعر بمديرية حجر الصيعر التابعة لمحافظة حضرموت، بلغ تعداد سكانها 9 نسمة حسب تعداد اليمن لعام 2004.